# 與拉瑪相會
《拉瑪任務》（英語：Rendezvous with Rama）是英國作家亞瑟·克拉克1972年的科幻小說。故事敘述在22世紀時有一個五十公里長的圓柱體形外星太空船闖入太陽系，人類派出探險隊前去調查的過程。本書獲得1973年星雲獎和1974年雨果獎的最佳長篇小說獎。

## 情節
2077年一颗陨石坠落在意大利东北部，造成了巨大的灾难。此后，地球政府创立了太空警卫系统，用于预警来自深空的威胁。
在2131年的时候，天文学家在木星轨道外围发现一颗小行星，并命名为“31/439”。其速度（100,000 km/h - 62,137 m/h）和轨道角度表明其并不是围绕太阳运转的小行星，而是星际物体。它的自转速度高达4分钟一圈，而且体积也异常之大，因此天文学家对其兴趣大增，并将命名为罗摩，这个命名来源于印度教的神。之后人们从火卫一发射了无人太空探测器悉多来进行探测和摄影。影像结果表明罗摩是一个完美的圆柱体，直径为20（12英里），长度为50（31英里），没有其他外部特征，而这是人类首次遭遇外星飞船。
调查飞船「奋进号」被派往罗摩，因为它是唯一距离足够近，能在罗摩离开太阳系前抵达的飞船。「奋进号」终于在一个月之后与罗摩相会，此时它们的位置已经处于金星轨道之内。由指挥官比尔·诺顿带队的船员们，通过由两套气密闸门组成的双重安全系统进入了罗摩。他们开始探索这个16千米宽，50千米长的圆柱形的内部世界。罗摩的内表面有着类似城市建筑的几何结构，并且由看似街道的浅沟分隔。而罗摩的正中，有着整整一个圆周的水带，队员们命名为圆柱海。罗摩的“南部”，有着巨大的椎体，猜测是罗摩的推进系统。同时，队友们还发现罗摩的大气是可以呼吸的。
有着低重力飞行经验的队员吉米·白，驾驶着私自带来的飞车沿着罗摩的轴线驶向另一端。因为圆柱海的对岸有着高达500米的悬崖，除了驾驶飞车，别无它法到达。在罗摩南端的巨大金属椎体处，吉米检测到了逐渐增强的电磁场，并最终变为闪电。由于他过于靠近椎体顶端，闪电生成的震荡破坏了飞车，让他独自一人坠落到了南部大陆。
当吉米醒来，他看见螃蟹一样的生物在分割他的飞车。他无法分辨这种生物是机器还是外星生物，只好躲在一旁并用无线电呼救。在吉米等待的过程中，诺顿派出了救援小队，他们用临时改造的小船横跨了圆柱海。螃蟹生物无视了吉米，只是将飞车残骸扔入了一个洞穴。吉米在等待救援的过程中开始探索周围，他发现在那些奇怪的几何结构中，培育着外星花朵。因为好奇和科研目的，他决定采集这些花朵。
因为低重力，吉米能利用自己的衣物作为降落伞减速降落。从而跳下了500米高的悬崖，和救援小船会和。小队返航基地时，他们发现有各式奇怪生物在探测他们的营地。之后，他们发现其中一个生物损坏并没有生命特征了。于是医生/生物学家劳拉解剖了它，发现它是生物和机器的混合体----命名为“生化机器”。小队猜测，这些生物是由内部电池（类似于地球上的电鳗）供能，并具有一定智能，属于还未发现的罗摩建造者的无人机器人。
位于月球的罗摩委员会和联合星球，一直关注着罗摩内部的探索，并讨论人类如何处理罗摩的到来。其中水星殖民地断定罗摩是对太阳系的潜在威胁，于是发射了一个装有核武器的火箭企图摧毁罗摩。而罗摩小队的罗德里戈利用通讯的5分钟时间差，成功拆除了炸弹并夺得了火箭的控制权。
随着罗摩接近近日点，小队的征途也接近尾声。队员们决定访问最接近入口的城市「伦敦」，用激光切割开一栋「建筑物」，来探究其内部。他们发现其中有着很多透明基座，显示了各种人工物体的全息影像。队员们推测这些是罗摩人创建工具和其他物体的模板库。其中一个全息影像显示了一套带有背带，皮带和口袋的制服，于是推测出了罗摩的身高体型。
在小队拍摄这些全息影像的过程中，生化机器人开始返回圆柱海，同时六条照亮罗摩内部的带状灯也开始变暗。这都促使探险队离开罗摩，返回飞船“奋进号”。
“奋进号”抵达安全距离的同时，罗摩也到达了近日点。利用太阳的重力场和其自身神秘的“空间推进装置”，罗摩做出了重力弹弓，使其甩出了太阳系，并向着大麦哲伦星系方向的未知目的地驶去。直到罗摩离去，人类仍不知道这艘星舰的目的，其创造者也在全书中保持神秘。

### 结尾
该书本打算独立存在，尽管其最后一句话表明故事并未结束：
卡莱尔·佩雷拉博士在潜意识中想到「罗摩人不论干什么,都要好事成三。」
克拉克否认这句话暗示着故事可能会继续。在续集的前言中，他写道，这句话只是结束第一本书的一种好方法，他是在最终修订版中添加了它。

## 评论
《纽约时报》的约翰·伦纳德（John Leonard）发现克拉克（Clarke）“对人物个性刻画的漠视”，但称赞这部小说传达了“外星人的冷酷一面，尽管并未广为人知，但它在技术上超凡的想象力使之成为了杰出的科幻小说。” 其他评论者也批评了克拉克笔下人物缺乏个性特征和过分强调现实主义。 

## 獲獎
- 1973年，星雲獎最佳長篇小說獎[4]。
- 1973年，英國科幻協會（英语：British Science Fiction Association）獎最佳長篇小說獎[5]。
- 1974年，雨果獎最佳長篇小說獎[6]。
- 1974年，約翰·W·坎貝爾紀念獎[7]。

## 中譯書目
- 《拉瑪任務》，胡瑛譯，小知堂文化出版，2005年（繁體，台灣）
- 《与拉玛相会》，外国科幻名家精品丛书·拉玛系列之一，蔡南德译，ISBN 7536521677，四川少年儿童出版社
- 《与罗摩相会》，读客外国小说文库：阿瑟·克拉克作品，刘壮译，ISBN 9787559416551，江苏凤凰文艺出版社

## 罗摩的设计和地理

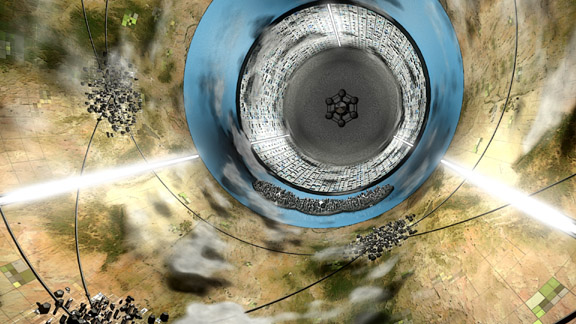
艺术家对罗摩内部的印象。

罗摩的内部本质上是一个大圆柱体，被机组人员称为“中央平原”，直径16公里，长近50公里，其0.25rpm的旋转速度提供了人工重力。它被分为“北部”和“南部”平原，中间被宇航员戏称为“圆柱海”的10公里宽的宽阔水域所分隔。在圆柱海的中心是一个目的不明的小岛，上面覆盖着高耸的摩天大楼状结构，由于与曼哈顿的相似之处，宇航员将其命名为“纽约”。罗摩的两端分别是南北两极。北极实际上是船首 ，南极是船尾 ，因为罗摩朝北极方向加速，其驱动系统位于南极。
北极有着罗摩的气闸，也是“奋进号”登陆的地方。气闸通向北极巨大碗形帽盖状的枢纽中心，三个8公里长的楼梯系统从中直达平原，被小队成员分别称为Alpha，Beta和Gamma。
北部平原包含数条通过道路相互连接的小“城镇”，分别称为伦敦，巴黎，北京，东京，罗马和莫斯科。南极有一个巨大的圆锥形突起，周围环绕着六个较小的突起，这被认为是罗摩未工作的太空驱动器的一部分。
罗摩的两端都有着巨大的沟渠（北部的三个，南部的三个）用于照明，等距地分布在圆柱周围，这些巨大的条形装置的照明效果非常好。

## 系列丛书
克拉克与Gentry Lee配合，完成了该系列的其余部分。对于该书的续集，Lee是实际写作人，而克拉克阅读并提出了编辑建议。后三部小说的重点和风格与原著非常不同，它们更多地强调人物形象，更详细的刻画了英雄和反派，而不是像克拉克那样强调科技细节。这些后来的书没有获得与原著相同的好评和奖项。
- Rendezvous with Rama <与拉玛相会>(1973) ISBN 978-0-553-28789-9
- Rama II <拉玛二号>(1989) ISBN 978-0-553-28658-8
- The Garden of Rama（英语：The_Garden_of_Rama） <拉玛花园>(1991) ISBN 978-0-553-29817-8
- Rama Revealed  <拉玛飞船揭秘>(1993) ISBN 978-0-553-56947-6

李绅特（Gentry Lee）在罗摩宇宙（Rama Universe）中还写了另外两本小说。
- Bright Messengers (1995)
- Double Full Moon Night (1999)

## 改编

### 电子游戏
Trillium于1984年制作了一款同名的带有文字解析器的图形冒险计算机游戏，并移植到了其他系统上，例如Apple II，Commodore 64。 尽管它具有原始的图形，但非常详细的描述了书中的细节，并且在游戏过程中需要解决的谜题，也紧密地遵循了本书中内容。
在西班牙，则有运行于第二代MSX计算机的官方改编版，称为Cita con Rama，它利用了MSX生成（当时）高质量图形的能力。 改编自1983年罗恩·马丁内斯（Ron Martinez）的克拉克（Clarke）小说，后者后来设计了大型多人在线游戏10Six，也被称为Project Visitor。
塞拉利昂娱乐公司（Sierra Entertainment）于1996年以Myst的风格制作了Rama，一款指向点击型冒险游戏。除了非常精美的图像外，亚瑟·克拉克（Arthur C. Clarke）还在游戏中担任了玩家的向导。该游戏的特色是使用了续集《Rama II》中的角色。

### 广播改编
2009年，作为科幻小说的一部分，BBC广播电台4对这本书进行了广播改编。由Mike Walker改编，并分别于2009年3月1日（第1部分）和2009年3月8日（第2部分）广播。

### 电影
在2000年代初期，演员摩根·弗里曼（Morgan Freeman）表达了他希望制作《与罗摩相遇》电影的愿望。但之后这部电影被困在“开发地狱”很多年。在2003年，该电影获得了投资，并似乎由弗里曼的制片公司Revelations Entertainment开始进行开发。在2007年末的一次采访中，他表示电影仍然在开发中。
到2008年年底，大卫·芬彻（David Fincher）表示这部电影不太可能拍成。“看来这不会发生。没有剧本，而且摩根·弗里曼（Morgan Freeman）目前还不处于最佳状态。我们一直在尝试开工，但可能不会发生了。”
弗里曼在2010年的一次采访中表示，他仍在计划进行该项目，但很难找到合适的剧本。他还表示这电影应以3D形式制作。在2011年1月，芬彻在接受MTV采访时表示，在完成对海底两万里的重制后（计划于2012年开始，但此后就废止了），他仍计划继续《与罗摩相遇》的电影。但他也表达了同弗里曼一样，对找到好脚本的担忧。
在2012年2月接受尼尔·戴格拉斯·泰森（Neil deGrasse Tyson）的采访中，弗里曼表示有兴趣在这部电影中扮演诺顿指挥官的角色，并指出“我幻想着指挥奋进号”。泰森然后问道：“那么，如果要制作那部电影，也将是那个人吗？”弗里曼重申：“我们将要拍那部电影。” 对于“早日发布”的呼吁，弗里曼（Freeman）回应，创作高质量剧本是这部电影的主要障碍，他说：“……拍电影最难的事情，除了搞到投资，就是获得一个剧本……一个好剧本”。 

## 非虚构影响
| LINEAR NEAT Spacewatch LONEOS | CSS Pan-STARRS NEOWISE other |

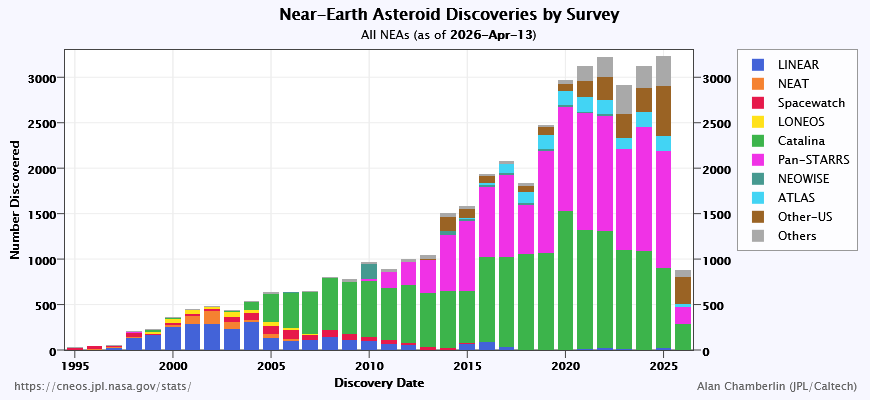
Number of NEOs detected by various projects:

小说中，克拉克发明了一种太空研究项目“太空卫士” 来探测罗摩。作为识别撞击地球的近地物体的一种方法，在小说中它始于2077年。而一个真正的，名为太空卫士的项目于1992年启动。“在克拉克的允许和鼓励下”，该项目的命名来自于克拉克的小说。在一系列好莱坞灾难片引起人们对小行星撞击危险的兴趣之后，美国国会给与了NASA授权和资金，以支持太空卫士。到2017年，为发现潜在危险的小行星，人们做出了许多不同的努力——见右图。
2017年10月19日，类似于太空卫士的系统Pan-STARRS发现了一个进入太阳系的星际物体。像罗摩一样，物体的形状也异常的长。在夏威夷官方名称'Oumuamua被国际天文学联盟选定之前，流行的选项是罗摩。